# لوید برکنر
لوید برکنر (انگلیسی: Lloyd Berkner؛ زاده ۱ فوریهٔ ۱۹۰۵ درگذشته ۴ ژوئن ۱۹۶۷) یک دانشمند اهل ایالات متحده آمریکا بود.